# Pinvin
Pinvin – wieś w Anglii, w hrabstwie Worcestershire, w dystrykcie Wychavon. Leży 13 km na południowy wschód od miasta Worcester i 151 km na północny zachód od Londynu.